# Даниелян, Артур Ашотович
Артур Ашотович Даниелян (род. 17 декабря 2003 года, Волгоград, Россия) — российский фигурист, выступающий в одиночном катании. Серебряный призёр чемпионата Европы (2020), серебряный призёр чемпионата России (2020). Мастер спорта России международного класса (2021).

## Карьера
Артур Даниелян родился в Волгограде. В 2008 году начал заниматься фигурным катанием. В 2016 году Артур с семьей переехал в Москву. Тренировался у Елены Буяновой (Водорезовой) и Марины Селицкой.
В сентябре 2017 года принял участие в своём первом этапе Гран-при среди юниоров в Загребе (Хорватия), где занял седьмое место. В январе 2018 года он завоевал бронзовую медаль на Первенстве России среди юниоров. На чемпионате мира среди юниоров шёл восьмым после короткой программы, в произвольной выступил хорошо и в итоге завоевал серебряную медаль.
В сезоне 2018—2019 принял участие на двух этапах Гран-при среди юниоров. На этапе в Словении занял пятое место, на этапе в Армении четвёртое место. На чемпионате мира среди юниоров занял девятое место по итогам короткой программы, по итогам произвольной был пятым, в итоговом зачёте занял четвёртое место.
В новом сезоне завоевал серебряную медаль на первом этапе Гран-при среди юниоров в Челябинске, немного уступив Петру Гуменнику. На втором этапе в Загребе также выиграл серебряную медаль.
В декабре на чемпионате России неудачно выступил в короткой программе, став по её итогам лишь тринадцатым. Произвольную программу исполнил безупречно, на хорошие плюсы прыгнул каскад четверной сальхов–ойлер–тройной сальхов и четверной сальхов, в сумме набрал 177,70 баллов, по итогам двух программ набрал 253,42 и завоевал серебряную медаль. Благодаря успеху отобрался на чемпионат Европы.
На чемпионате Европы 2020 шёл третьим после короткой программы. В произвольной программе допустил ошибки, но набранных баллов ему хватило, чтобы занять почётное место на пьедестале. По итогам двух программ набрал  246,74 балла, улучшил все свои достижения и стал серебряным призёром дебютного для себя чемпионата Европы. Даниелян вошёл в состав сборной России на чемпионат мира 2020 в Монреале, однако из-за пандемии коронавируса соревнование было отменено.
В сезоне 2020—2021 из-за травмы Даниелян не участвовал в соревнованиях.
В сезоне 2021—2022 дебютировал в серии Гран-при среди взрослых. Он выступил на Skate America, где занял десятое место, и Internationaux de France, где также стал десятым. На чемпионате России занял тринадцатое место.
В августе 2022 года перешёл от тренера Елены Буяновой в группу Евгения Рукавицына.

## Программы
| Программы Артура Даниеляна | Программы Артура Даниеляна                                                                                                  | Программы Артура Даниеляна | Программы Артура Даниеляна            |
| Сезон                      | Короткая программа | Произвольная программа | Показательные выступления             |
| -------------------------- | --- | --- | ------------------------------------- |
| 2022—2023                  | - «I Feel Like I’m Drowning» Two feet хореография: Ольга Глинка, Валентин Молотов                                           | - «Wyden Down» Riopy хореография: Ольга Глинка, Валентин Молотов |                                       |
| 2021—2022                  | - «Дон Жуан» Феликс Грей хореография: Никита Михайлов                                                                       | - «Шехеразада» Николай Римский-Корсаков хореография: Никита Михайлов |                                       |
| 2019—2020                  | - «Belle Andalouse» - «Maria» (из мюзикла «Дон Жуан») Феликс Грей хореография: Никита Михайлов                              | - «La Traviata» Джузеппе Верди хореография: Никита Михайлов - «Гладиатор» (саундтрек) Ханс Циммер, Лиза Джеррард хореография: Никита Михайлов                                                                                           | - «Puttin' On the Ritz» Matthieu Boré |
| 2018—2019                  | - «Puttin' On the Ritz» Ирвинг Берлин хореография: Никита Михайлов, Татьяна Тарасова                                        | - «La donna è mobile» (из оперы «Риголетто») Джузеппе Верди - «La Traviata» Джузеппе Верди в исполнении Андре Рьё - «Libiamo ne' lieti calici» (из оперы «Травиата») Джузеппе Верди в исполнении Андре Рьё хореография: Никита Михайлов |                                       |
| 2017—2018                  | - «Llanto: Prologue» Vicente Pradal - «Bésame mucho» Jin Oki - «Poeta en el mar» Висенте Амиго хореография: Никита Михайлов | - «Нотр-Дам де Пари» Риккардо Коччанте - «Le temps des cathédrales» Алессандро Сафина - «La monture» - «La sorcière» - «La fête des fous» в исполнении Гару, Даниэль Лавуа хореография: Никита Михайлов                                 |                                       |

## Спортивные достижения
| Соревнование                            | 16/17                        | 17/18                        | 18/19                        | 19/20                        | 20/21                        | 21/22                        | 22/23                        | 23/24                        | 24/25                        |
| Международные индивидуальные            | Международные индивидуальные | Международные индивидуальные | Международные индивидуальные | Международные индивидуальные | Международные индивидуальные | Международные индивидуальные | Международные индивидуальные | Международные индивидуальные | Международные индивидуальные |
| --------------------------------------- | ---------------------------- | ---------------------------- | ---------------------------- | ---------------------------- | ---------------------------- | ---------------------------- | ---------------------------- | ---------------------------- | ---------------------------- |
| Чемпионат Европы                        |                              |                              |                              | 2                            |                              |                              |                              |                              |                              |
| Этап Гран-при: Internationaux de France |                              |                              |                              |                              |                              | 10                           |                              |                              |                              |
| Этап Гран-при: Rostelecom Cup           |                              |                              |                              |                              | WD                           |                              |                              |                              |                              |
| Этап Гран-при: Skate America            |                              |                              |                              |                              |                              | 10                           |                              |                              |                              |
| Челленджер: Золотой конёк Загреба       |                              |                              |                              | 4                            |                              |                              |                              |                              |                              |
| Национальные                            |                              |                              |                              |                              |                              |                              |                              |                              |                              |
| Чемпионат России                        |                              |                              |                              | 2                            | WD                           | 13                           | 12                           |                              | 16                           |
| Этап Кубка России. I этап               | 3 юн.                        | 1 юн.                        |                              |                              |                              |                              |                              |                              |                              |
| Этап Кубка России. III этап             | 1 юн.                        | 1 юн.                        |                              |                              |                              |                              |                              |                              |                              |
| Этап Кубка России. IV этап              |                              |                              |                              | 1                            |                              |                              |                              |                              |                              |
| Этап Кубка России. V этап               |                              |                              |                              | 2                            |                              |                              |                              |                              |                              |
| Этап Гран-при России. III этап          |                              |                              |                              |                              |                              |                              | 4                            |                              |                              |
| Этап Гран-при России. V этап            |                              |                              |                              |                              |                              |                              | 6                            |                              |                              |
| Первенство России среди юниоров         | WD                           | 3                            | 5                            | WD                           |                              |                              |                              |                              |                              |
| Международные среди юниоров             |                              |                              |                              |                              |                              |                              |                              |                              |                              |
| Чемпионат мира среди юниоров            |                              | 2                            | 4                            |                              |                              |                              |                              |                              |                              |
| Этап Гран-при среди юниоров: Россия     |                              |                              |                              | 2                            |                              |                              |                              |                              |                              |
| Этап Гран-при среди юниоров: Хорватия   |                              | 7                            |                              | 2                            |                              |                              |                              |                              |                              |
| Этап Гран-при среди юниоров: Словения   |                              |                              | 5                            |                              |                              |                              |                              |                              |                              |
| Этап Гран-при среди юниоров: Армения    |                              |                              | 4                            |                              |                              |                              |                              |                              |                              |
| Мемориал Дениса Тена                    |                              |                              |                              | 2                            |                              |                              |                              |                              |                              |
| Челленджер: Кубок Таллина               |                              |                              | 1                            |                              |                              |                              |                              |                              |                              |

### Подробные результаты
Примечание. На чемпионатах ИСУ награждают малыми медалями за короткую и произвольную программы. Текущие лучшие персональные результаты по системе ИСУ выделены жирным.
| Подробные результаты выступлений Артура Даниеляна с 2017 по 2021 годы | Подробные результаты выступлений Артура Даниеляна с 2017 по 2021 годы | Подробные результаты выступлений Артура Даниеляна с 2017 по 2021 годы | Подробные результаты выступлений Артура Даниеляна с 2017 по 2021 годы | Подробные результаты выступлений Артура Даниеляна с 2017 по 2021 годы |
| Сезон 2021—2022                                                       | Сезон 2021—2022                                                       | Сезон 2021—2022                                                       | Сезон 2021—2022                                                       | Сезон 2021—2022                                                       |
| Дата                                                                  | Соревнование                                                          | КП                                                                    | ПП                                                                    | Сумма                                                                 |
| --------------------------------------------------------------------- | --------------------------------------------------------------------- | --------------------------------------------------------------------- | --------------------------------------------------------------------- | --------------------------------------------------------------------- |
| 21–26 декабря 2021 г.                                                 | Чемпионат России 2022                                                 | 9 87,74                                                               | 12 160,61                                                             | 13 248,35                                                             |
| 19–21 ноября 2021 г.                                                  | Internationaux de France 2021                                         | 8 76,81                                                               | 11 144,69                                                             | 10 221,50                                                             |
| 22–24 октября 2021 г.                                                 | Skate America 2021                                                    | 9 68,74                                                               | 8 146,19                                                              | 10 214,93                                                             |
| Сезон 2019—2020                                                       |                                                                       |                                                                       |                                                                       |                                                                       |
| Дата                                                                  | Соревнование                                                          | КП                                                                    | ПП                                                                    | Сумма                                                                 |
| 20–26 января 2020 г.                                                  | Чемпионат Европы 2020                                                 | 3 84,63                                                               | 4 162,11                                                              | 2 246,74                                                              |
| 24–29 декабря 2019 г.                                                 | Чемпионат России 2020                                                 | 13 75,72                                                              | 1 177,70                                                              | 2 253,42                                                              |
| 4–7 декабря 2019 г.                                                   | Золотой конёк Загреба 2019                                            | 10 71,50                                                              | 3 155,91                                                              | 4 227,41                                                              |
| 9–12 октября 2019 г.                                                  | Мемориал Дениса Тена 2019                                             | 2 83,95                                                               | 2 134,28                                                              | 2 218,23                                                              |
| 25–28 сентября 2019 г.                                                | Этап Гран-при среди юниоров: Хорватия                                 | 1 82,11                                                               | 3 141,71                                                              | 2 223,82                                                              |
| 11–14 сентября 2019 г.                                                | Этап Гран-при среди юниоров: Россия                                   | 1 83,31                                                               | 2 138,62                                                              | 2 221,93                                                              |
| Сезон 2018—2019                                                       |                                                                       |                                                                       |                                                                       |                                                                       |
| Дата                                                                  | Соревнование                                                          | КП                                                                    | ПП                                                                    | Сумма                                                                 |
| 4–10 марта 2019 г.                                                    | Чемпионат мира среди юниоров 2019                                     | 9 77,71                                                               | 5 142,97                                                              | 4 220,68                                                              |
| 1–4 февраля 2019 г.                                                   | Первенство России среди юниоров 2019                                  | 3 84,00                                                               | 8 140,92                                                              | 5 224,92                                                              |
| 14–19 декабря 2018 г.                                                 | Российско-Китайские зимние игры 2018                                  | 2 74,16                                                               | 1 142,47                                                              | 1 216,63                                                              |
| 26 ноября–2 декабря 2018 г.                                           | Tallinn Trophy 2018                                                   | 1 69,19                                                               | 1 142,01                                                              | 1 211,20                                                              |
| 10–13 октября 2018 г.                                                 | Этап Гран-при среди юниоров: Армения                                  | 8 62,33                                                               | 3 132,97                                                              | 4 195,30                                                              |
| 3–6 октября 2018 г.                                                   | Этап Гран-при среди юниоров: Словения                                 | 6 69,30                                                               | 2 141,19                                                              | 5 210,49                                                              |
| Сезон 2017—2018                                                       |                                                                       |                                                                       |                                                                       |                                                                       |
| Дата                                                                  | Соревнование                                                          | КП                                                                    | ПП                                                                    | Сумма                                                                 |
| 5–11 марта 2018 г.                                                    | Чемпионат мира среди юниоров 2018                                     | 8 69,15                                                               | 2 149,61                                                              | 2 218,76                                                              |
| 23–26 января 2018 г.                                                  | Первенство России среди юниоров 2018                                  | 1 83,91                                                               | 3 151,71                                                              | 3 235,62                                                              |
| 27–30 сентября 2017 г.                                                | Этап Гран-при среди юниоров: Хорватия                                 | 7 61,31                                                               | 8 127.05                                                              | 7 188,36                                                              |